# Roger de Vico Pisano
Roger de Vico Pisano  (* um 1140 auf Schloss Vico Pisano bei Pisa; † 5. März 1220) war von 1178 bis 1212 Bischof von Lausanne.

## Leben und Wirken
Roger wurde um 1140 als Sohn eines Landadligen auf Schloss Vico Pisano in der Nähe von Pisa geboren. Er war Vertrauter Papst Alexanders III. und als Diplomat tätig. Auf Anordnung des Papstes wählte das Lausanner Domkapitel Roger 1178 zum Bischof. Er nahm 1179 am Dritten Laterankonzil teil und  ist in den Folgejahren mehrfach als apostolischer Legat belegt. In seinem Bistum, das er 1179 in Besitz nahm, kam es zu Konflikten mt dem Domkapitel um den Bau der Kathedrale. Im Streit um Marktrechte mit den Grafen von Gruyère konnte sich der Bischof behaupten, als er jedoch das Münzrecht an Graf Ulrich III. von Neuenburg verkaufte, um seine Streitigkeiten zu finanzieren, brachte er die Lausanner Bürger gegen sich auf. Die gegen Roger erhobenen Klagen führten 1198 zu päpstlichen Untersuchungen. Die Herzöge von Zähringen bedrohten die Unabhängigkeit des Bistums. Als sich die Lage verschärfte, verbündete sich Roger mit dem Grafen von Genf und dem waadtländischen Adel, unterlag aber 1190 in der Schlacht zwischen Avenches und Payerne. Herzog Berthold V. von Zähringen gründete 1191 Bern als Vorposten gegen Lausanne. Im Westen wurde das Bistum von den Grafen von Savoyen bedrängt, Graf Thomas I. eroberte 1207 Moudon. Auch als 1211 ein Krieg zwischen Savoyen und Zähringen ausbrach, gelang es Roger nicht die Position des Bistums zu festigen. Am 9. Januar 1218 trat er von seinem Amt zurück. Er starb 1220, sein Grab in der Kathedrale von Lausanne wurde 1880 wiederentdeckt.